# Juste prix
Pour l’article homonyme, voir Le Juste Prix.
 (février 2008).
Si vous disposez d'ouvrages ou d'articles de référence ou si vous connaissez des sites web de qualité traitant du thème abordé ici, merci de compléter l'article en donnant les références utiles à sa vérifiabilité et en les liant à la section « Notes et références ».
Le juste prix est une notion économique (on emploie aussi le terme « juste valeur », homonyme du terme juste valeur utilisé en finance), théorique, qui assigne à un bien une valeur (= estimation) basée sur des fondamentaux économiques qui doit être distinguée du prix de marché qui correspond à la « valeur courante » de ce bien.

## Historique

### Analyse de Karl Polanyi
Dans les premières formes de société primitive (stade de l'organisation tribale), les transactions portant sur les aliments sont proscrites : Elles sont considérées comme anti-sociales et mettant en cause la solidarité de la communauté. La levée ultérieure de cette interdiction dans le cadre des sociétés qui lui succèdent (stade des sociétés dites « archaïques ») ouvre la voie à l'un des progrès les plus remarquables dans l'histoire de la vie matérielle de l'Homme. L'échange des biens et services (sous forme de don, achat-vente, location, prêt-emprunt) accroit indéniablement la flexibilité susceptible d'améliorer significativement les comportements des producteurs ou des consommateurs.
Pour autant – selon l'historien et économiste Karl Polanyi – la dissolution de la société tribale conduit à cet important changement en l'encadrant de deux manières : soit par l'acceptation limitée et strictement contrôlée de certains types de transactions (cas des petites sociétés paysannes comme celles de la Grèce d'Hésiode ou des régions d'Israël du temps d'Amos) soit par l'élimination du principe du gain dans de telles transactions (cas des empires archaïques fondés sur l'irrigation comme ceux de Babylone et d'Assyrie).
Or, l'évolution opérée dans ces empires apparait comme fondamentale pour l'avenir de l'humanité : ces empires se dotent d'États qui créent les notions de justice, de droit et de liberté individuelle qui vont jouer un rôle essentiel dans l'histoire de l'économie humaine.
« Le rôle économique de la justice consiste à supprimer l'interdiction tribale portant sur les transactions en éliminant l'opprobre attaché au gain, avec ses conséquences perturbatrices. (…) Une des fonctions principales du roi archaïque consiste à promulguer des “équivalences”. Cette proclamation confère une sanction semi-religieuse aux transactions qui respectent le “taux” ou la “proportion” approuvés par le représentant de la divinité. Le “juste prix” ainsi défini est resté le seul taux auquel les transactions étaient considérées comme légitimes, depuis les premières colonies commerciales assyriennes, les Lois d'Eshnunna, le code d'Hammourabi, jusqu'à la Mishnah et au Talmud babylonnien quelque deuxmille cinq cents ans plus tard, et même jusqu'à l'époque de Saint Thomas d'Aquin ».

### Le juste prix selon les scolastiques médiévaux
La notion est réintroduite et explicitée par Saint Thomas d'Aquin dans sa Somme théologique : Le juste prix est celui qui satisfait deux espèces de justice particulière, à savoir la justice distributive et la justice commutative (à rapprocher de la définition d’Aristote).
Selon de telles approches, le juste peut correspondre :
- au prix potentiel estimé à partir d'éléments considérés objectifs (coût, utilité, rareté, etc.) ;
- au prix de marché selon Montesquieu et, plus généralement, les auteurs libéraux : « C’est la concurrence qui met un prix juste aux marchandises »[4] ;
- à un substitut du prix de marché quand il n'existe pas de marché organisé donnant une référence fiable sur le prix d'équilibre entre offre et demande ;
- au prix souhaitable en fonction d'appréciations considérées comme éthiques ;
- à un mot vide de sens.

Pour les actifs financiers, concernant la relation entre le juste prix et le prix de marché, il y a deux approches :
- l'hypothèse d'efficience du marché qui considère que les deux concordent ;
- et la finance comportementale qui note des écarts pouvant être importants et durables entre les deux.

### Le juste prix selon l'École de Salamanque
Les juristes et théologiens de l'École de Salamanque, dans leurs réflexions autour du droit des contrats considérèrent souvent la fixation d'un juste prix comme un moyen de mettre en œuvre la justice commutative au sein de la relation contractuelle.
Selon Diego de Covarrubias, le juste prix d'un bien ne doit jamais se trouver dans sa nature-même, ni dans le travail nécessaire à sa production, mais plutôt dans l'estimation générale des hommes (communis aestimatio hominum). Les parties contractantes, bien que libres dans leurs volontés, doivent ainsi se discipliner pour ne pas prendre en compte l'utilité que le contrat aura pour l'autre partie, et ce afin d'éviter l'exploitation des besoins et passions d'autrui. De ce fait, les membres de l'École de Salamanque s'opposent parfois aux prix du marché qui, dans les cas de monopoles ou pour les produits fondamentaux, doivent être abandonnés au profit de prix fixés par les autorités publiques, plus soucieuses du bien commun.
De même, l'École de Salamanque ne considère pas le juste prix comme une  estimait qu'il existait une certaine latitude dans la notion de juste prix, contrairement à la tradition scolastique médiévale. Ainsi, Pedro de Oñate considère cette notion comme dépendante des besoins et des connaissances humaines, et rejette de ce fait l'idée d'un juste prix objectif déterminé par Dieu.
En cas de violation du juste prix, les canonistes considéraient le profit indu comme du vol, interdit par le Décalogue et donc source de péché. Seule la restitution, exigé par le confesseur sous peine de refus d'absolution, était susceptible de ramener l'équilibre du contrat.